# 002 (James Bond)
002 is een fictieve codenaam binnen MI6, uit James Bond. De codenaam wordt gedragen door Bill Fairbanks, een personage uit de James Bondfilm The Man with the Golden Gun (1974), en later door een "John" in The Living Daylights (1987), waarin hij wordt gespeeld door acteur Glyn Baker.

## Bill Fairbanks
Bill Fairbanks werd in 1969 vermoord in Beiroet door Francisco Scaramanga, terwijl hij in de armen van buikdanseres Saida lag. De gouden kogel van Scaramanga boorde dwars door Fairbanks nek en eindigde in de muur. Sinds die tijd danst Saida nooit meer zonder die gouden kogel in haar navel totdat James Bond deze afpakte.

## De 002 uit The Living Daylights
Deze geheim agent landt samen met James Bond (007) en 004 per parachute op Gibraltar voor een oefening van MI6 om door de radarinstallaties te dringen. De SAS staat verdekt opgesteld om de drie geheim agenten tijdens hun test te onderscheppen. 002 belandt met zijn parachute in een boom en wordt direct met een verfbom geraakt - zijn spel is over.
Omdat in deze scène de nieuwe Bond (Timothy Dalton) werd geïntroduceerd, wilden de filmmakers dat de andere twee 00-agenten enigszins op voorgangers Sean Connery/George Lazenby en Roger Moore leken. Zodat de kijker bij het zien van eerst 002 (die met zijn lichte haar iets weg heeft van Moore) en daarna 004 (met donker haar) zich zou moeten afvragen wie van deze twee Bond is. Als uiteindelijk Dalton zich toont is het duidelijk - dit is de nieuwe Bond.